# Národní park Velký Himálaj
Národní park Velký Himálaj je národní park ve státě Himáčalpradéš v Indii. Park byl založen v roce 1984 a rozkládá se na ploše 1171 km2; nadmořská výška parku se pohybuje mezi 1500 a 6000 m. Národní park je místem výskytu mnoha rostlinných a více než 375 živočišných druhů, včetně přibližně 31 druhů savců, 181 druhů ptáků, 3 druhů plazů, 9 druhů obojživelníků, 11 druhů kroužkovců, 17 druhů měkkýšů a 127 druhů hmyzu. Jsou chráněny podle přísných pravidel zákona o ochraně volně žijících živočichů a rostlin z roku 1972, a proto není povolen žádný druh lovu.
V červnu 2014 byl Národní park Velký Himálaj zařazen na seznam světového dědictví UNESCO podle kritéria x.

## Biogeografie
Národní park Velký Himálaj se nachází na rozhraní dvou hlavních světových biogeografických oblastí: indomalajské oblasti na jihu a palearktické oblasti na severu. Vysokohorský ekosystém severozápadní části Himálaje má společné rostlinné prvky s přilehlou západoasijskou a středoasijskou oblastí. V důsledku výškového rozpětí 4 100 m se v parku vyskytují různorodé zóny s jejich reprezentativní flórou a faunou, jako jsou alpínské, glaciální, temperátní a subtropické lesy.
Tyto biogeografické prvky jsou výsledkem geologického vývoje Himálaje, který dodnes pokračuje působením deskové tektoniky a kontinentálního driftu. Před více než 100 miliony let se indický subkontinent oddělil od Gondwany a posunul se na sever. Nakonec narazil do Laurasie a vytvořil pohoří Himálaj. Díky tomuto spojení Gondwany a asijské pevniny došlo k výměně rostlin a živočichů, což nakonec vedlo ke vzniku jedinečných biogeografických rysů v této oblasti.

## Biodiverzita

### Fauna
V Národním parku Velký Himálaj žije více než 375 druhů živočichů. Dosud bylo zjištěno a zdokumentováno 31 druhů savců, 181 druhů ptáků, 3 druhy plazů, 9 druhů obojživelníků, 11 druhů kroužkovců, 17 druhů měkkýšů a 127 druhů hmyzu ze šesti řádů. V nadmořské výšce 3 500 m a více žijí zvířata, jako jsou nahur modrý, levhart sněžný, medvěd plavý, tahr himálajský a kabar.

### Flóra
Díky širokému výškovému rozpětí se v národním parku vyskytuje také velká rozmanitost rostlin.

## Treking a turistika
V posledních letech se národní park stal oblíbeným cílem trekingu a ekoturistiky. Povolení k trekům vydává kancelář. V parku je několik oblíbených trekových tras, od těch, které lze absolvovat za den či dva, až po ty, které mohou trvat týden až deset dní.